# Pukavik
Pukavik est une localité située à la fois dans la commune de Karlshamn et dans celle de Sölvesborg, dans le comté de Blekinge, en Suède. En 2010, cette localité comptait 279 habitants. Parmi ces ceux-ci, 157 vivent dans la commune de Sölversborg et 126 dans la commune de Karlshamn.